# Gösta Hyltén-Cavallius (militär)
Gösta Hyltén-Cavallius, född den 14 november 1860 i Stockholm, död den 8 februari 1949 i Sunnanvik, Skatelövs församling, Kronobergs län, var en svensk militär. Han var son till Gunnar Olof Hyltén-Cavallius.

## Biografi
Hyltén-Cavallius blev underlöjtnant vid Kronobergs regemente 1879 och avlade juridisk-filosofisk examen vid Uppsala universitet 1881. Han blev löjtnant vid regementet 1888, vid generalstaben samma år, och kapten vid generalstaben 1893 och i regementet 1898. Hyltén-Cavallius var stabschef vid 5. arméfördelningen 1898–1899 och vid 1. arméfördelningen 1899–1902. Han befordrades till major vid generalstaben 1899 och till överstelöjtnant vid Andra livgrenadjärregementet 1902. Hyltén-Cavallius var överste och chef för Kronobergs regemente 1905–1920, tillika chef för 1. infanteribrigaden 1915–1920. Han invaldes som ledamot av Krigsvetenskapsakademien 1909. Hyltén-Cavallius blev riddare av Svärdsorden 1900 och kommendör av första klassen av samma orden 1913.